# ليبيفيروماب
ليبيفيروماب جسم مضاد وحيد النسيلة بشري موجه ضد التهاب الكبد ب.